# Dožit' do rassveta
Dožit' do rassveta (Дожить до рассвета) è un film del 1975 diretto da Viktor Fёdorovič Sokolov e Michail Ivanovič Eršov.

## Trama
Il film è ambientato nel novembre 1941. I nazisti si stanno avvicinando a Mosca. Si oppongono a un gruppo di esploratori del tenente Ivanovskij.